# Psathyrostachys daghestanica
Psathyrostachys daghestanica là một loài thực vật có hoa trong họ Hòa thảo. Loài này được (Alex. & Woronow) Nevski miêu tả khoa học đầu tiên năm 1934.